# Крошечная белка Уайтхеда
Крошечная белка Уайтхеда, или белка Уайтхеда (Exilisciurus whiteheadi) — вид грызунов из семейства беличьих. Видовое название дано в честь английского натуралиста Джона Уайтхеда (1860—1899)
Длина тела от 8,4 до 8,8 сантиметров, а масса около от 22 до 24 грамм, поэтому он является одним из самых маленьких видов беличьих во всём мире. Хвост длиной от 6,3 до 6,9 см и, таким образом, короче остальной части тела. Окраска верхней стороны тёмно-коричневая, брюшная сторона светло-коричневого цвета. На ушах кисточки из длинных белых волос.
Вид распространён в северной части Борнео в малайзийских штатах Саравак и Сабах, в Брунее и на индонезийском Калимантане. Встречается на высоте от 900 до 3000 метров над уровнем моря.
Об образе жизни известно мало. Предпочитает жить в диптерокарповых лесах. Этот вид обитает в основном на стволах деревьев и питается в основном растущими на них лишайниками и мхами.